# Acanthalburnus urmianus
Acanthalburnus urmianus е вид лъчеперка от семейство Шаранови (Cyprinidae).

## Разпространение
Видът е разпространен в Иран.